# Rhodometra debiliaria
Rhodometra debiliaria là một loài bướm đêm trong họ Geometridae.